# Finkelstein-Test
Der Finkelstein-Test (nach Harry Finkelstein, amerikanischer Chirurg, 1865–1939) ist ein klinischer Test in der Orthopädie, der als pathognomonisch (krankheitskennzeichnend) für die Tendovaginitis stenosans de Quervain (Quervain-Krankheit), einer chronischen Entzündung des ersten Sehnenfaches der Hand, gilt. Darüber hinaus ist der Test auch beim Wartenberg-Syndrom positiv, einem Nervenkompressionssyndrom eines Endastes des Nervus radialis.
Die Durchführung wurde in der Originalarbeit von Finkelstein (1930) folgendermaßen beschrieben:

“on grasping the patient's thumb and quickly abducting the hand ulnarward, the pain over the styloid tip is excruciating. This is probably the most pathognomonic objective sign.”

„wenn der Daumen des Patienten gefasst und mit der Hand eine schnelle Ulnarabduktion durchgeführt wird, ist der Schmerz über dem Processus styloideus radii quälend. Dies ist möglicherweise das am meisten pathognomonische objektive Zeichen [der Quervain-Krankheit].“

In einer anderen Version, die sich heute in der Literatur weitgehend durchgesetzt hat, wird der Daumen in die Finger eingeschlagen und die Hand dann passiv im Gelenk zur Elle hin abgespreizt. Die Durchführung des Tests auf diese Weise führt allerdings zu falsch-positiven Ergebnissen bei der Diagnose der Quervain-Krankheit. Sie geht ursprünglich auf eine Veröffentlichung von Eichhoff (1927) zurück. Die Verwechslung erfolgte in einer Arbeit von Leão. (1958), an der sich spätere andere Autoren orientierten.
Angesichts dieser Tatsache wird heute manchmal der heute gebräuchliche Test (mit eingeschlagenem Daumen) historisch korrekt als Eichhoff-Test und die Version mit freiem Daumen als eigentlicher Finkelstein-Test bezeichnet.